# Barbarophryne brongersmai
Barbarophryne brongersmai es una especie de anfibio anuro de la familia Bufonidae y única representante del género Barbarophryne.

## Distribución geográfica y hábitat
Es endémica del Magreb occidental. Su rango altitudinal oscila entre 0 y 1600 m s. n. m..

## Estado de conservación
Se encuentra amenazada por la pérdida de su hábitat natural.